# T'oqrikoq
Een t'oqrikoq (Spaanse schrijfwijze: Tucuirícuc) was een bestuurder van een stad of gebied (bijvoorbeeld een vallei) bij de Inca's. Net zoals de Apo, die een van de vier delen van het rijk bestuurden, waren ook de t'oqrikoq lid van de hoge adel.